# Sawaiellus berlandi
Genre
Espèce
Sawaiellus berlandi, unique représentant du genre Sawaiellus, est une espèce d'opilions laniatores de la famille des Samoidae.

## Distribution
Cette espèce est endémique des Samoa. Elle se rencontre sur Savai'i.

## Description
Le mâle holotype mesure 5,5 mm.

## Publication originale
- Roewer, 1949 : « Über Phalangodiden I. (Subfam. Phalangodinae, Tricommatinae, Samoinae.) Weitere Weberknechte XIII. » Senckenbergiana, vol. 30, p. 11–61.